# Isomorpher Reizeffekt
Der Isomorphe Reizeffekt (auch Köbner-Phänomen, nach dem Dermatologen Heinrich Köbner) beschreibt Hautveränderungen (Effloreszenzen), die bei bestimmten Hautkrankheiten Minuten bis möglicherweise Wochen nach unspezifischer (mechanischer, chemischer oder thermischer) Reizung an bisher nicht veränderten Abschnitten auftreten und denen der bestehenden Hautkrankheit gleich (isomorph) sind.
Das Köbner-Phänomen wird unter anderem beschrieben bei:
- Allergisches Kontaktekzem (Kogoj-Phänomen)
- Lichen ruber planus (Knötchenflechte)
- Lupus erythematodes (Schmetterlingsflechte)
- Psoriasis (Schuppenflechte)
- Plane Warzen
- Vitiligo (Flechte)